# برناردو بونيزي
برناردو سيلفانو بونيزي ناهون (بالإسبانية: Bernardo Bonezzi)‏، (6 يوليو 1964 - 30 أغسطس 2012) هو ملحن أفلام إسباني ولد في مدريد. كان متعاونًا بشكل متكرر مع المخرج بيدرو ألمودوبار في أفلامه الأولى، قبل أن يخلفه ألبرتو إغليسياس.

## أعمال شارك فيها
- Women on the Verge of a Nervous Breakdown 1988
- Matador 1986
- What Have I Done To Deserve This? 1984
- Don't Tempt Me 2001
- Labyrinth of Passion 1982

## وصلات خارجية
- برناردو بونيزي على قاعدة بيانات الأفلام على الإنترنت